# Хипија (тиранин)
Хипија (грч. Ἱππίας ὁ Ἀθηναῖος) је био атински тиранин из 6. века п. н. е.

## Биографија
Хипија је син атинског тиранина Пизистрата. Након смрти свога оца (527. п. н. е.) наследио је престо. Савладар му је био брат Хипарх. Браћа су у Атини увела нови систем кованица. Године 514. Хипарха су убили Хармодије и Аристогитон. Хипија је након убиства Хипарха постао окрутан владар. Због тога су га 510. п. н. е. Атињани протерали из града. Недуго пре тога Хипија је своју кћер удао за Атлантида, Хипокловог сина (тиранин града Лампака) који му је могао омогућити везу са персијских двором. 
Покушај свргавања Хипије извршен је 508. године п. н. е. Алкмеониди, породица коју је Пизистрат протерао из Атине 546. године п. н. е., позвани су натраг. Алкмеониди су у ту сврху подмитили пророчиште у Делфима које је наговорило Спартанце да им пруже помоћ. Међутим, Хипија је за савезника нашао тесалског краља Кинеја који Спартанцима наноси пораз. Након тога ка Атини креће спартански краљ Клеомен I лично. Хипија се повукао на Акропољ, након чега се предаје и бива прогнан у Персију. Хипија је учествовао на страни Персијанаца у Грчко-персијском рату у коме је, наводно, предвидео пораз Персије у бици на Маратонском пољу.